# Михай Аслан
Михай Аслан (на румънски: Mihail Aslan) е румънски генерал, ръководил бойните действия срещу Българската армия в първите дни след влизането на Румъния в Първата световна война.

## Биография
Участва в руско-турската война от 1877 – 1878 г., в която Румъния извоюва независимостта си от Османската империя. През 1913 г. като дивизионен генерал участва в похода срещу България, който решава изхода от Втората балканска война. През август 1916 г. оглавява Трета румънска армия, която отбранява румънския бряг на Дунав от Оршова на запад до Тутракан на изток, а също и Добруджа. Убеден, че тутраканският гарнизон е обречен, предлага своевременното му изтегляне от крепостта (към Силистра) преди атаката на българските войски. Предложението му е отхвърлено от върховното румънско командване и на 6 септември Тутракан е превзет. Веднага след това тежко поражение генерал Аслан е снет от армейското командване. Умира през 1936.